# 5724 (année hébraïque)
5724 (hébreu : ה'תשכ"ד , abbr. : תשכ"ד) est une année hébraïque qui a commencé à la veille au soir du 19 septembre 1963 et s'est finie le 6 septembre 1964. Cette année a compté 354 jours. Ce fut une année simple dans le cycle métonique, avec un seul mois de Adar. Ce fut la cinquième année depuis la dernière année de chemitta.
En l'an 5724, l'État d'Israël a fêté ses 16 ans d'indépendance.

## Calendrier
Ce calendrier hébraïque de l'année 5724 donne les correspondances avec les dates du calendrier grégorien.
Le premier nombre dans chaque case correspond au jour du mois hébraïque. Les jours en couleurs sont des jours remarquables juifs ou israéliens.
| ◄◄ | 5724 | ►► |

## Événements
- Nasser propose la réunion d’un sommet au Caire de tous les chefs d’État arabes consacré à la question israélo-arabe. Le sommet décide la création d’une Organisation pour la libération de la Palestine (OLP) dont l’administration est confiée à Shuqayri.
- Ouverture du premier congrès palestinien à Jérusalem. Création de l'Organisation de Libération de la Palestine (OLP) et de l’Armée de libération de la Palestine (ALP). Le Comité exécutif de l’OLP (CEOLP) est élu et présidé par Ahmed Choukairy. L’orientation de l’OLP est nettement panarabiste et proche de Nasser, contrairement au Fatah. Yasser Arafat affiche son opposition en se rendant à Alger avec Abou Jihad et obtient de l’aide de Ahmed Ben Bella pour mener des actions de guérilla contre Israël.
- Le président Lyndon Johnson reçoit le président du Conseil israélien à Washington. Il affirme que les États-Unis défendront l’intégrité du territoire hébreu.

## Naissances
- Eli Ohana
- Omri Sharon

## Décès
- Tristan Tzara
- Aharon Tzizling

5719 - 5720 - 5721 - 5722 - 5723 - 5724 - 5725 - 5726 - 5727 - 5728 - 5729